# Roseville (Michigan)
Roseville è un comune degli Stati Uniti d'America, situato nello Stato del Michigan, nella Contea di Macomb. La città fa parte dell'area metropolitana di Detroit.